# James Norman Davidson
James Norman Davidson, genannt Norman, (* 5. März 1911 in Edinburgh; † 11. November 1972 in Bearsden bei Glasgow) war ein britischer Biochemiker.
Davidson war der Sohn des Schatzmeisters der Carnegie-Stiftung an schottischen Universitäten. Ab 1929 studierte er in Edinburgh Chemie und anschließend Medizin. Er schloss sein Studium mit einem Bachelor (B. Sc.) in Organischer Chemie (1933) und dem Bachelor in Medizin (B. M.) (1937) ab. Danach war er in Berlin bei Emil Warburg, wo er über Reindarstellung von Uricase arbeitete. 1938 wurde er Lecturer in Biochemie an der University of St. Andrews und 1940 an der University of Aberdeen. 1946 wurde er Professor am St Thomas’ Hospital in London und 1947 Professor an der University of Glasgow.
Davidson wies in den 1940er Jahren (1942 bis 1944) nach, dass RNA im menschlichen Körper weit verbreitet ist und widerlegte damit die damals gängige Ansicht, RNA würde nur in Pflanzen und DNA nur in Tieren vorkommen. Er wies RNA in Leber, Bauchspeicheldrüse, Gehirn und anderen Organen nach und im Gehirn sogar in höherer Konzentration als DNA. Später untersuchte er Biosynthese und Stoffwechsel von Nukleinsäuren mit radioaktiven Tracern.
Er war CBE, Fellow der Royal Society und der Royal Society of Edinburgh, deren Präsident er 1958/59 war. 
Davidson war mit Mora Morag verheiratet, mit der er zwei Töchter bekam. Seine Tochter Rona MacKie war Dermatologin und Professorin an der University of Glasgow.
Er sollte nicht mit dem US-amerikanischen Biochemiker und Molekularbiologen Norman Davidson verwechselt werden.

## Werke
- The biochemistry of the nucleic acids. Wiley, London 1950.